# Xenoglosia
La xenoglosia es un fenómeno paranormal, que corresponde a la habilidad de poder hablar o escribir un lenguaje no familiar, totalmente ajeno, para un individuo. Existen casos comprobados de xenoglosia mediante notarios y personas certificadas, expertas en sus respectivos campos de medicina, neurología, lingüística, etcétera, donde se verificó y documentó que las personas que hablaron estos idiomas, actuales como el hebreo y el yiddish, y antiguos, lenguas muertas como latín y arameo y otros, no sólo no han tenido contacto alguno con dichas lenguas, sino que además se trató de personas sin siquiera acceso o posibilidad de estudiar tales idiomas. Sin tal acceso, los individuos exhibieron un perfecto y fluido manejo de los mismos, con toda su estructura verbal y gramatical, probando una sapiencia humanamente imposible de tener de repente, de un momento a otro, sino que por el contrario, les llevaría sin duda mucho tiempo de aprender.
Se trató, muchas veces, de personas humildes y de zonas rurales, de geografías más o menos alejadas de centros educativos y con evidente poca o nula instrucción, sin formación académica, que de golpe, de la noche a la mañana, hablaron tales lenguas enteramente desconocidas para ellas, sin defecto alguno. También se las ha visto escribir, por ejemplo, no sólo en hebreo, sino a todo esto, sin ver la hoja en que lo hacían. Y el texto resultante, por si faltara más dato impresionante al respecto, estaba bien escrito. Nada torpemente trazado.
La xenoglosia no se debe confundir con la glosolalia y el don de lenguas, pues estos aunque similares son tres cosas diferentes, desde el punto de vista científico y de fe.

## Origen y etimología del término
Este término fue acuñado en el siglo XX por el fisiólogo francés Charles Richet (1850-1935).
En griego se escribe ξενογλωσσία (ksenoglossía), del griego xenós (‘extranjero’ o ‘extraño’), y glossa (‘idioma’).

## Tipos de xenoglosia
Existen dos tipos de xenoglosia:
- Recitativa: la forma más común; el individuo dice palabras pero no entiende lo que habla, ni es capaz de conversar en este idioma.
- Sensitiva o consciente: la persona puede llevar a cabo una conversación en un idioma nunca antes aprendido o conocido.[1]

Un caso de xenoglosia sensitiva fue el del «príncipe Galitzin», un mesmerista que hipnotizó a una mujer alemana que comenzó a contar su vida en el siglo XVIII.

## Explicaciones de la xenoglosia
Fuera del ámbito religioso judeocristiano, la xenoglosia se asocia generalmente con la personalidad múltiple, el delirio, el sueño, la regresión a vidas pasadas, la telepatía con otra persona viva distante y a la mediumnidad, por el presunto contacto con seres humanos muertos.
Dentro del cristianismo, este fenómeno preternatural se atribuye a seres demoníacos. Como tienen una naturaleza e intelecto abrumadoramente superior al ser humano, y existen desde antes del inicio de la humanidad, conocen a total perfección todos los idiomas y dialectos del mundo y pueden hablarlos sin dificultad.

## Personalidad múltiple
Otra explicación de este fenómeno son los trastornos disociativos, particularmente la personalidad múltiple.
En 1791, Eberhard Gmelin (1751-1809) publicó el primer caso de personalidad múltiple: una paciente alemana que podía hablar francés sin haberlo estudiado. Aparentemente no existía manera de que hubiese aprendido francés. En lugar de caer en el facilismo de aceptar esto como una posesión por un demonio o por el espíritu de un francés muerto, Gmelin buscó las causas naturales del fenómeno, desarrollando la primera descripción científica de este síntoma en una paciente con personalidad múltiple:
En 1895, Sigmund Freud y Josef Breuer publicaron el caso de su paciente Anna O., que hablaba alemán e inglés.
En 1899, T. Flournoy pudo publicar De la India al planeta Marte informó un caso de personalidad múltiple donde su paciente Helen hablaba francés, hindú y un supuesto «idioma marciano». Flournoy descubrió cómo fue posible que aprendiera esos tres idiomas.
En 1920, una mujer estadounidense de nombre Pearl Curran (1883-1937), dictó ―canalizando supuestamente al espíritu de una mujer inglesa muerta llamada Patience Worth― una novela llamada Telka, escrita en inglés medieval. Las personas que la conocían creían que Curran nunca había aprendido ese tipo de inglés.
En 1930, Giovanni Enrico Morselli publicó el caso de la italiana Elena F., víctima de abuso sexual incestuoso, que padecía de personalidad múltiple y podía hablar francés.
En septiembre de 2007, Matěj Kus, un corredor de autos de 18 años proveniente de Pilsen (República Checa), después de un choque automovilístico se levantó y comenzó hablar en inglés. Esta xenoglosia no duró mucho, y el joven corredor de autos tampoco recordaría este episodio.

## Posesión por espíritus
Algunos escritores también lo han atribuido a casos de posesión demoníaca. Un ejemplo fue el de Anna Ecklund de principios del siglo XX, quien podía hablar y entender un gran número de idiomas,[cita requerida] que antes de estar poseída, nadie sabía que hubiera aprendido.

### Infusión del Espíritu Santo

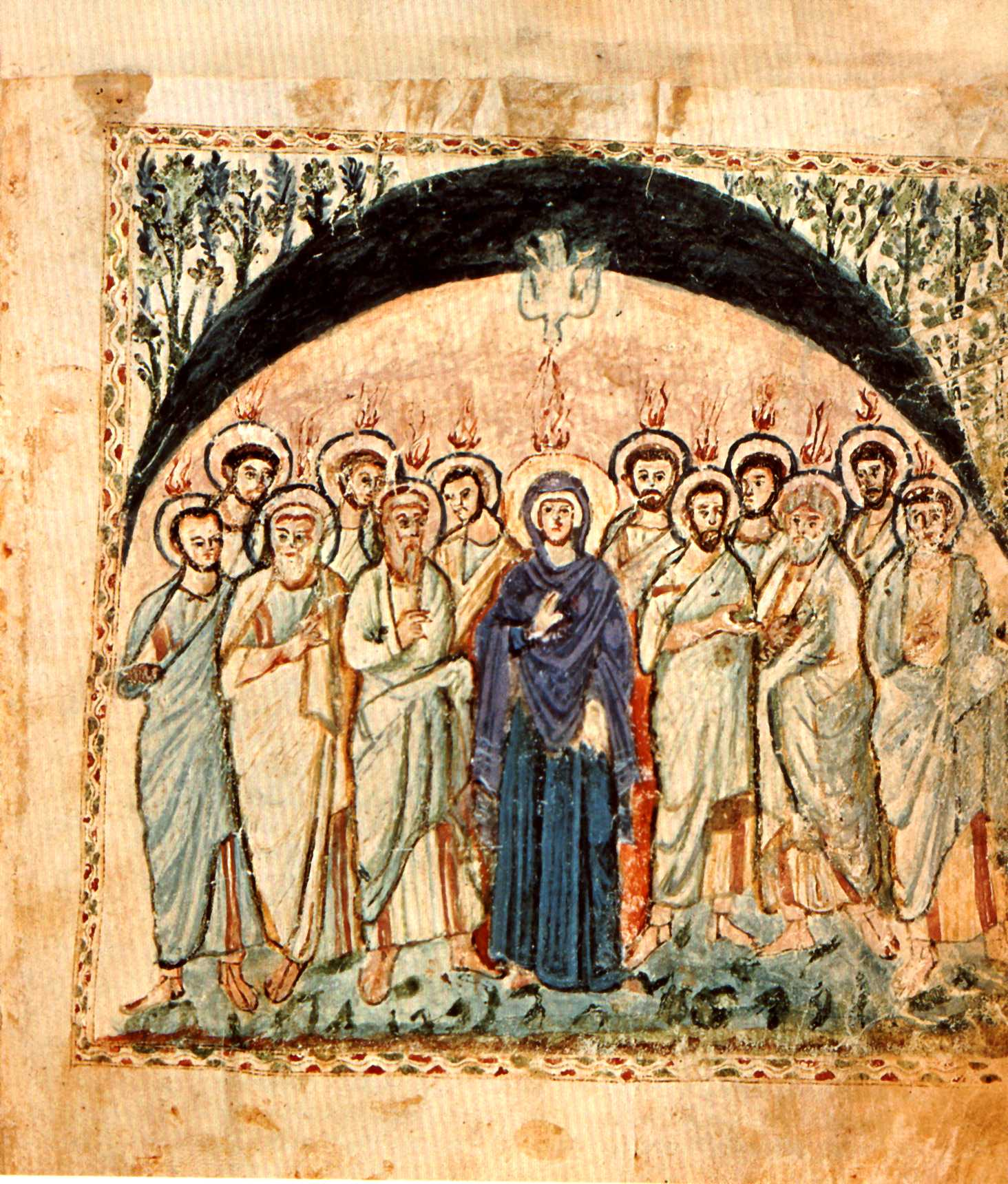
Lenguas de fuego, en el Pentecostés.

En el Libro de los Hechos de los Apóstoles (perteneciente al Nuevo Testamento de la Biblia cristiana), se cuenta que en la fecha de Pentecostés (‘cincuenta días’ después de Resurrección de Cristo) los doce discípulos principales de Jesús experimentaron la llegada del Espíritu Santo (una de las tres personas de la Santísima Trinidad) quien se les apareció en forma de "lenguas de fuego" sobre la cabeza de cada uno, y entonces pudieron hablar en distintos idiomas.
No se sabe a ciencia cierta cuántos idiomas hablaron estos doce apóstoles, pero la Biblia documenta que los judíos en la diáspora hablaban 17 idiomas diferentes.
Según Refoulé y Lauret, este fenómeno del don de lenguas había sido la antibabel.
Babel ―según los judíos que fueron llevados como esclavos a Babilonia―, habría sido el lugar donde los seres humanos habían querido construir una torre tan grande que llegara al Cielo donde habitaba Dios. Según estos escritores, en esa época la humanidad hablaba un idioma único, pero mientras construían la torre de Babel ―lo cual era una muestra de soberbia hacia Dios, llamado Yahvé en el Antiguo Testamento― Dios decidió castigarlos creando varios idiomas diferentes, para que los constructores y albañiles no pudieran entenderse., por eso Babel significa 'confusión', porque Dios confundió la soberbia humana que, de nuevo, pretendía igualarse a él.

### El don de lenguas en contextos cristianos
En la actualidad, existen sectas y movimientos religiosos que creen que este fenómeno místico del don de lenguas (también llamado glosolalia) puede imitarse repitiendo sílabas de manera que nunca genere palabras comprensibles para el hablante. Sería el fenómeno opuesto al don de lenguas mencionado en la Biblia (en que cada apóstol era entendido por un grupo de personas). Algunos resuelven esto mediante un colaborador que «traduce» el sinsentido que articula el hablante.

## Reencarnación

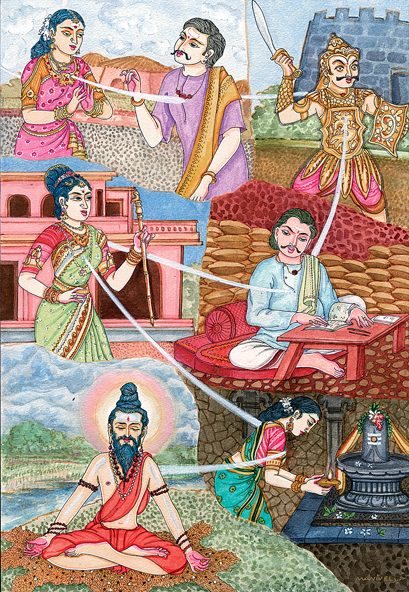
Alegoría de la reencarnación.

Algunos escritores[cita requerida] sostienen que la xenoglosia está relacionada con regresiones hacia vidas pasadas. En estas, ocurren memorias de «reencarnaciones» pasadas, así como la adquisición de habilidades aparentemente nunca poseídas por los individuos.
Existe una leyenda urbana de un estadounidense que supuestamente vivió en la Francia del siglo XV, el cual hablaba un dialecto francés del período.[cita requerida]

### Los casos de Ian Stevenson
La xenoglosia ha sido usada para apoyar la idea de la reencarnación, basándose en la idea de que ésta es la única forma de mantener el conocimiento de un idioma antes de nacer. Las investigaciones científicas sobre la xenoglosia son bastante extrañas, y el catedrático Ian Stevenson, psiquiatra, ha hallado solo un puñado de casos, entre los que él enumera y considera auténticos e importantes los siguientes.
- Swarn Lata Mishra (en Veinte casos que hacen pensar en la reencarnación): Una chica hindú nacida en 1948 y estudiada por Stevenson en 1961, a la edad de entre 4 y 5 años era capaz de cantar canciones en bengalí, e interpretar artísticamente en danza las canciones, ella nunca había sido expuesta a esta cultura, Mishra decía que en su vida anterior había sido una mujer bengalí y que había aprendido a danzar por una amiga, fue descubierta por el catedrático P. Pal de la universidad de Itachuna en Bengal Oeste, y posteriormente el catedrático Stevendson siguió estudiando el tema y tradujo algunas de las canciones, este es tal vez el mejor caso de la xenoglosia recitativa.[11][1]

- Uttara Huddar (en Unlearned language: new studies in xenoglossy): Uttara era una mujer en la India que hablaba el dialecto maratí, pero después de estar en coma durante una hospitalización, empezó a hablar en bengalí, ante el desconcierto de los padres.[12]

- T. E. / Jensen Jacoby: descrito por Stevenson en el libro Xenoglosia: examen e informe de un caso.[13] La paciente "T. E.", un ama de casa estadounidense de 37 años, quien ―según Stevenson― le pidió que no revelara su identidad. Stevenson la estudió entre 1958 y 1959. Ella, mientras estaba bajo un tratamiento de hipnosis realizado por su marido, se describía como una campesina sueca de 17 años del siglo XVII, llamada Jensen Jacoby, que era capaz de conversar en sueco. Jacoby, como la llamaban, era capaz de dialogar con personas que hablaban sueco por el tiempo que quisieran; aparentemente nadie tenía conocimiento de que T. E. hubiese aprendido este idioma alguna vez. Se le enseñaron diversos objetos de la época y todos los identificaba por nombre. Las hipótesis de Stevenson fueron que T. E. padecía criptoamnesia, o que ella estaba poseída por el espíritu de la fallecida sueca Jensen Jacoby o que T. E. había sido Jensen Jacoby.[5]

- Gretcher: caso descrito en el libro El idioma no aprendido: nuevos estudios de xenoglosia). Era una mujer estadounidense que fue hipnotizada por su marido, un pastor metodista, y empezó espontáneamente a hablar en alemán. Ella describió la vida de una adolescente en Alemania, y Stevenson, que podía hablar en alemán, fue capaz de conversar con ella.[12]

### Críticas a Stevenson
La lingüista Sarah Thomason analizó los casos descritos por Stevenson, y concluyó que de todos los casos expuestos uno de los idiomas conocidos podía haber sido aprendido fácilmente por una mínima exposición eventual. En un caso en el cual ella consideraba el asunto del conocimiento del idioma como no trivial, el de Uttura Huddara, la mujer maratí en Bombay que podía hablar bengalí; Thomason argumenta que el idioma podía haber sido fácilmente aprendido por medios naturales: el bengalí y el maratí son idiomas muy próximos; la mujer tuvo durante un largo tiempo interés en la cultura y el idioma bengalí, y tuvo además muchos conocidos bengalíes; además, la gente en Bombay está expuesta al bengalí en situaciones tales como el cine, ya que muchas de las películas están rodadas en este idioma.
Robert Almeder ha respondido a algunos de los argumentos que Thomason comentó:

La explicación alternativa de Thomason aquí parece más como una crítica que un intento de que nosotros podemos copiar como un fenómeno sin tener que adoptar la tesis de Stevenson que de hecho esta gente ha hablado un idioma extranjero que ellos no han aprendido en esta vida.

Stevenson ha grabado cintas de la evaluación de Uttara Huddara por un lingüista y ha investigado completamente la posibilidad de que la mujer pudiera haber aprendido bengalí por medios normales, pero concluyó que la reencarnación es la mejor explicación de este caso (Diario de la investigación paranormal, 1999).